# Пшезмарк (Вармінсько-Мазурське воєводство)
Пшезмарк (пол. Przezmark, нім. Preußisch Mark) — село в Польщі, у гміні Ельблонґ Ельблонзького повіту Вармінсько-Мазурського воєводства.
Населення — 404 особи (2011).
У 1975-1998 роках село належало до Ельблонзького воєводства.

## Демографія
Демографічна структура станом на 31 березня 2011 року:
|          | Загалом | Допрацездатний вік | Працездатний вік | Постпрацездатний вік |
| -------- | ------- | ------------------ | ---------------- | -------------------- |
| Чоловіки | 204     | 50                 | 142              | 12                   |
| Жінки    | 200     | 59                 | 122              | 19                   |
| Разом    | 404     | 109                | 264              | 31                   |